# Деніс Вишинський
Деніс Вишинський (чеськ. Denis Višinský; нар. 21 березня 2003, Мельник, Чехія) — чеський футболіст, півзахисник клубу «Вікторія» (Пльзень).

## Клубна кар'єра
Народився 21 березня 2003 року. Вихованець футбольних команд «Мельник» та «Славія» (Прага). Дорослу футбольну кар'єру розпочав 2021 року в основні клубу «Славія» (Прага), підписавши із нею контракт ще в лютому. 14 березня дебютував у матчі проти «Млада Болеслав». Решту сезону відіграв на правах оренди за «Влашим».
З 2022 року захищав кольори клубу «Слован» (Ліберець). 24 листопада 2024 року відзначився хет-триком в переможній грі 3–0 проти команди «Сігма» (Оломоуц).
26 травня 2025 року на правах вільного агента перейшов до клубу «Вікторія» (Пльзень). 19 серпня 2025 року, Деніс оформив другий хет-трик у кар'єрі у виїзному переможному матчі 5–0 проти команди «Млада Болеслав».

## Виступи за збірні
З 2018 по 2022 роки виступав за різні вікові групи юнацьких збірних Чехії, зокрема за U-16, U-17, Чехія U-19 та Чехія U-20.
З 2023 року виступає в складі молодіжної збірної Чехії.

## Досягнення
«Славія» (Прага)
- Чемпіон Чехії (1): 2020–21
- Володар Кубка Чехії (1): 2020–21